# Goutte d'eau (chanson)
Pour l’article homonyme, voir Goutte d'eau.
Singles de Ninho
Paris c'est magique
(2019)
Clip vidéo
[vidéo] « Ninho - Goutte d'eau », sur YouTube
Goutte d'eau est un single du rappeur français Ninho, sorti le 23 février 2019 et extrait de l'album Destin.
Il connaît un grand succès en France se classant premier du classement des singles pendant quatre semaines. Il est certifié single de diamant en juin 2019.
Hormis, la France, il rencontre aussi le succès en Belgique francophone où il est classé à la 3e place.

## Clip vidéo
Le clip vidéo est dévoilé le 23 février 2019.
On y voit Ninho marchant sur une route californienne. Tout le long du clip, chaque lettre de l'album dont la chanson est issue est dévoilé au fur et à mesure. La vidéo se termine par Ninho, formant la lettre T.

## Réception
En France, la chanson se classe directement à la première place. Durant la première semaine d'exploitation, il bat le record d'écoutes hebdomadaire en streaming avec 6 811 390 streams. Record qui est battu seulement un mois après par PNL avec Au DD.

## Classements
| Classements (2019)                       | Meilleure position |
| ---------------------------------------- | ------------------ |
| Belgique (Wallonie Ultratop 50 Singles)  | 3                  |
| Belgique (Wallonie Ultratop R&B/Hip-Hop) | 1                  |
| France (SNEP)                            | 1                  |
| Suisse (Schweizer Hitparade)             | 26                 |

| Classement (2019)               | Position |
| ------------------------------- | -------- |
| France (SNEP)                   | 10       |
| Belgique (Wallonie Ultratop 50) | 68       |

## Certification
| Pays   | Organisme | Certification | Seuil                            |
| ------ | --------- | ------------- | -------------------------------- |
| France | SNEP      | Diamant       | 50 millions d'équivalent streams |